# Louis Diémer
Louis-Joseph Diémer, né le 14 février 1843 à Paris et mort le 21 décembre 1919 à Paris 9e, est un pianiste et compositeur français.

## Biographie
Louis Diémer est l'élève d'Antoine Marmontel, d'Ambroise Thomas et de François Benoist au Conservatoire de Paris. Il remporte les premiers prix de piano, d'harmonie, d'accompagnement, de contrepoint, de fugue et de solfège, et seulement le second prix d'orgue. Il était considéré comme un immense virtuose, et se produisit dans le monde entier, parfois en duo avec le violoniste Pablo de Sarasate.
Il participe à la redécouverte du répertoire de clavecin alors méconnu, jouant par exemple de l'instrument lors de l'Exposition universelle de 1889. Il publie des recueils de pièces de clavecin, entre autres les trois premiers volumes intitulés Les Clavecinistes français du XVIIIe siècle (1887), et fonde en 1895 la Société des instruments anciens, qui donne également des concerts.
Diémer devient lui-même professeur au Conservatoire en 1887 et a parmi ses élèves Henri Libert, Robert Casadesus, Alfred Cortot, Marcel Ciampi, Georges Enesco, Yves Nat, Georges Dandelot, Marcel Dupré, Alfredo Casella, Lazare Lévy, José Cubiles, Gabriel Jaudoin, Victor Staub, Auguste Pierret et Édouard Risler.
Comme compositeur, Diémer a écrit de nombreuses pièces pour piano, de la musique de chambre, des mélodies et un concerto pour piano. Il reçoit en 1888 le prix Chartier de l'Académie des beaux-arts pour sa production de musique de chambre.
Il donne de nombreuses interprétations pour le duc de Massa au château de Franconville à Saint-Martin-du-Tertre (Val-d'Oise).

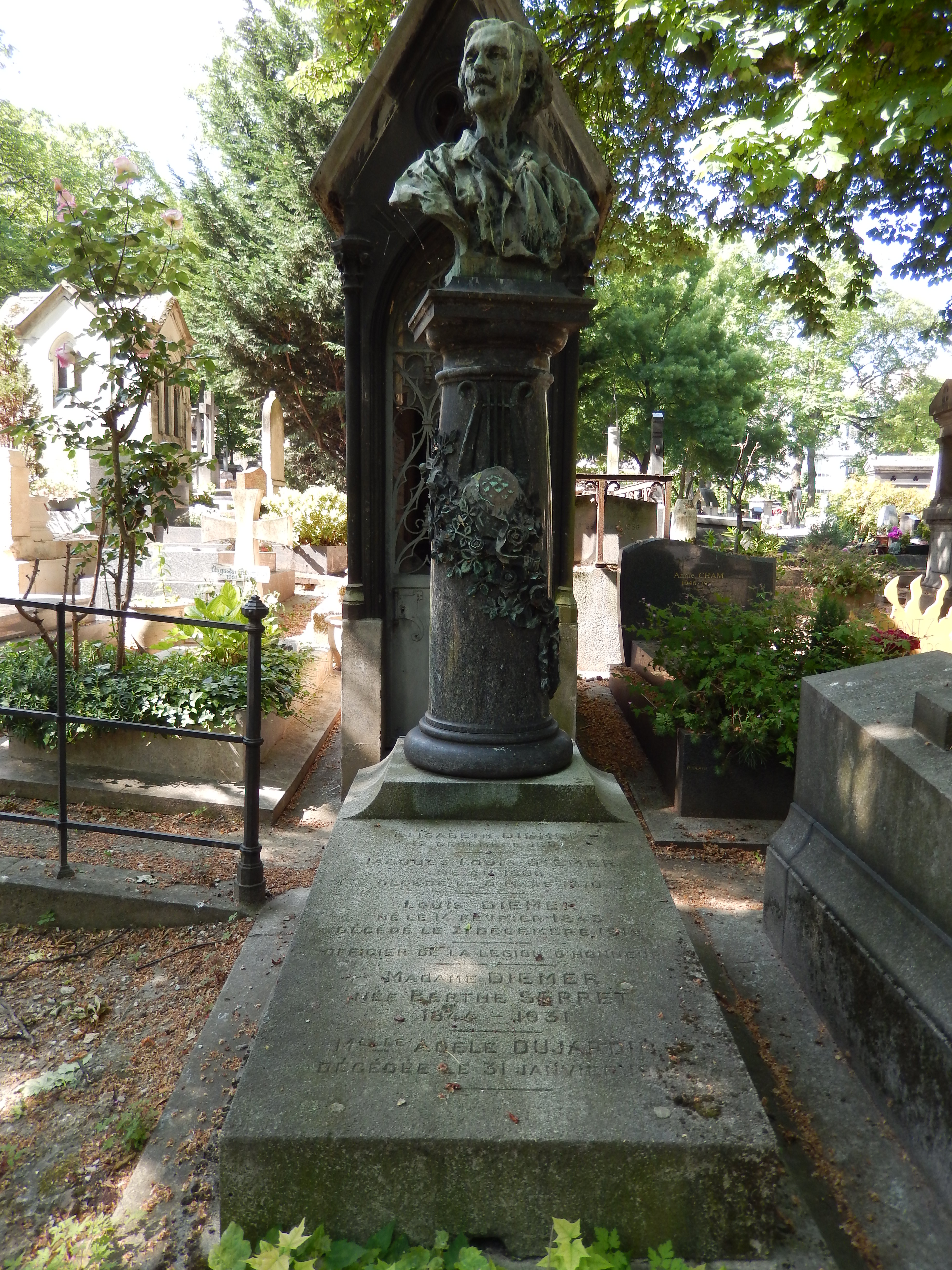
Tombe de Louis Diemer au cimetière de Montmartre (division 24).

Il résidait également en ce village dans sa villa attenante à l'église, comprenant un grand parc. Sa tombe se trouve au cimetière de Montmartre (division 24).

## Concerts
- Concert pour le 70e anniversaire de Camille Saint-Saëns aux arènes de Béziers, dans le cadre du théâtre des Arènes, le 2 septembre 1906 : œuvre pour deux pianos jouée avec Camille Saint-Saëns, suivie de la cantate Les Gloires de Corneille, la comédie lyrique Les mystère de l'Hyménée de Michaud d'Huniac et Nussy-Verdier…

## Œuvres
Parmi ses œuvres dotées d'un numéro d'opus figurent :
- Barcarolle pour piano, op. 2
- Élégie pour piano, op. 4
- Mazurka de salon n° 1 pour piano, op. 5
- Berceuse pour piano, op. 7
- Valse de salon n° 1 pour piano, op. 8
- Impromptu-valse pour piano, op. 9
- Hommage à Rossini, grand duo de concert pour piano et violon (écrit avec Sarasate)
- Marche religieuse variée de la "Flûte enchantée" de Mozart, pour piano, op. 10
- Pensées musicales pour piano, op. 11
- Le chant du nautonier, caprice de concert pour piano, op. 12
- Impromptu-Caprice pour piano, op. 13
- Valse de salon n° 2 pour piano, op. 14
- Nocturne n° 1 pour piano, op. 15
- La Rêveuse au rouet, caprice pour piano, op. 16
- Caprice pour piano, op. 17
- Valse de salon n° 3 pour piano, op. 18
- Chanson de mai pour piano, op. 19
- Trio avec piano n° 1, op. 20
- Sonate pour piano et violon, op. 20 (dédiée à Sarasate)
- Sonate pour piano et violoncelle, op. 22
- Trio avec piano n° 2, op. 23
- 2 Orientales pour piano, op. 25
- 2 Pièces romantiques pour piano, op. 26
- Caprice n° 3 pour piano, op. 28
- Mazurka n° 2 pour piano, op. 29
- Concert-Stück pour piano et orchestre, op. 31
- Romance pour violoncelle et piano, op. 34
- 2 Pièces pour hautbois et piano, op. 35
- Orientale n° 3 pour piano, op. 36
- Grande valse de concert pour piano, op. 37
- Orientale n° 4 pour piano, op. 38
- Les Sorcières, trio fantastique pour soprano, mezzo-soprano, contralto et piano, op. 39
- Orientale n° 5, rêverie du soir pour piano, op. 40
- Prélude pastoral pour piano, op. 41
- Caprice pastoral pour piano, op. 42
- Pièce en forme de menuet pour piano, op. 43
- Réveil sous bois, étude de concert pour piano, op. 44
- Romance pour violon et piano, op. 46
- Prélude pour piano, op. 47
- Caprice scherzando pour violon et piano, op. 48
- Minuetto pour piano, op. 49
- Badinage pour piano, op. 50
- Orientale n° 6 pour piano, op. 51
- Légende pour hautbois et piano, op. 52 (morceau de concours du Conservatoire de Paris en 1904)[5]
- La Source et le poète, impromptu-caprice pour piano, op. 54
- Caprice-étude pour piano, op. 55
- Menuet pour violoncelle et piano, op. 56
- Impromptu-Idylle pour piano, op. 56

## Sources
- Norbert Dufourcq, Le clavecin, PUF, coll. « Que sais-je ? », Paris, 1981 (réimpr. 1967), 3e éd. (1re éd. 1949), 127 p.
- Claude Mercier-Ythier, Les clavecins, Expodif Éditions, Paris, 1996, 263 p.  (ISBN 2-87677-245-0)
- (de) Gesine Haase et Dieter Krickeberg (préface de Dagmar Droysen-Reber, ill. Horst Rase), Tasteninstrumente des Museums: Kielklaviere - Clavichorde - Hammerklaviere, Institut d'État de recherche musicale Preussischer Kulturbesitz, Berlin, 1981, 120 p.  (ISBN 978-3-922378-03-7)
- La Revue musicale, 1905-1906
- Histoire du piano et des pianistes, Eugène Rapin, 1904 (G. Jaudoin p. 468)
- Daniel Baduel, Le château de Franconville-aux-Bois à Saint-Martin-du-Tertre, Domont 2014, 172 p.  (ISBN 978-2-7466-7297-0)